# 小行星3278
小行星3278（3278 Běhounek）是一颗绕太阳运转的小行星，为主小行星带小行星。该小行星于1984年1月27日发现。
該小行星以捷克物理學家弗蘭蒂塞克·貝霍內克命名。

## 轨道参数
小行星3278的轨道半长轴为3.2164316 UA，离心率为0.020。